# Konami Hornet
Konami Hornet es una placa de arcade creada por Konami destinada a los salones arcade.

## Descripción
El Konami Hornet fue lanzada por Konami en 1998.
Posee un procesador PowerPC 403GA 32-bit RISC @ 64 MHz. y tiene un procesador de sonido 6800 trabajando a 16 MHz.
En esta placa funcionaron 6 títulos.

## Especificaciones técnicas

### Procesador
- PowerPC 403GA 32-bit RISC @ 64 MHz

### Audio
- 68000 @ 16 MHz

Chips de Sonido:
- - Ricoh RF5C400 PCM 32Ch, 44.1 kHz Stereo, 3D Effect Spatializer.
  - 3D DSP: Analog Devices ADSP-21062 (SHARC) 32-bit floating point DSP @ 36 MHz.

### Video
- 3DFX Voodoo 2 procesador de pixeles con 16 MB de RAM, 3DFX Voodoo 2 procesador de texturas con 32 MB de RAM.

## Lista de videojuegos
- Gradius 4: Fukkatsu
- Hang Pilot
- NBA Play By Play
- Silent Scope
- Silent Scope 2: Fatal Judgement / Silent Scope 2 : Dark Silhouette
- Teraburst